# Ашбель, Дан
Дан Ашбель (1949, Тель-Авив, Израиль) — израильский политик и государственный деятель, дипломатический советник Кнессета — Парламента Израиля, с 2011 года — чрезвычайный и полномочный посол Израиля в Финляндии и Эстонии.

## Биография
Родился в 1949 году в Тель-Авиве, в Израиле. Изучал географию и английскую литературу в Хайфском университете и позднее получил магистерскую степень в области политологии, специализируясь на Среднем Востоке.
С 1973 по 1975 году работал учителем лицея в религиозной студенческой деревне (Kfar HaNoar HaDati) в Кфар Хасидим, близ Хайфы. В 1975 году поступил на дипломатическую работу и назначен секретарём по культуре и связям с общественностью Посольства Израиля в Германии (Бонн) в должности которого пребывал до 1983 года.
С 1983 по 1986 года работал в должности Главы кабинета Центра политических исследований и заместителем официального представителя по связям с прессой Министерства иностранных дел в Иерусалиме.
С 1986 по 1989 годы работал в должности советника посольства Израиля в Австрии, а в 1989 году занял пост советника по прессе в Посольстве Израиля в Великобритании (Лондон) в статусе которого принимал участие в Мадридской конференции 1991 года.
В 1992 году после возвращения из Лондона возглавил программы Израиля по сотрудничеству со странами Центральной Азии. Позднее был назначен директором Департамента обучения и Второго европейского департамента в министерстве иностранных дел в Иерусалиме.
С 1994 по 1996 годы преподавал в Национальном колледже обороны Израиля. В 1997 по 2000 годы занимал пост генерального консула Израиля в Средне-Атлантическом регионе (с пребыванием в Филадельфии в США). В 2000 году назначен директором отдела европейских многосторонних связей, а также координатором Евро-Средиземноморского партнерства (Euromed) в израильском министерстве иностранных дел.
С марта 2005 года по октябрь 2009 года был Чрезвычайным и полномочным послом Израиля в Австрии. В его обязанности также входили представление интересов Израиля при ОБСЕ. С 2006 по 2009 годы был по совместительству послом Израиля в Словении. В октябре 2008 года стал «человеком года» в сфере PR в Австрии за реализацию проекта под названием «Трамвай Израиль» в ходе которого австрийцы знакомились с культурой Израиля. В январе 2009 года в интервью австрийскому еженедельнику «Profil» заявил о проникновении членов ХАМАСа в структуры ООН.
С ноября 2009 года — политический советник Кнессета.
6 марта 2011 года назначен послом Израиля в Финляндии и по совместительству в Эстонии.

## Семья
- Жена — Зехава. Трое сыновей.